# والتر گایتون کدی
 والتر گایتون کدی (انگلیسی: Walter Guyton Cady؛ زاده ۱۰ دسامبر ۱۸۷۴ درگذشته ۹ دسامبر ۱۹۷۴) یک فیزیک‌دان اهل ایالات متحده آمریکا بود.